# Nic mnie nie rusza
Nic mnie nie rusza to album studyjny Elektrycznych Gitar wydany 20 marca 2012 roku. Powstał z piosenek ułożonych przez Kubę Sienkiewicza, ale też Piotra Łojka i Alka Koreckiego. Na płycie znalazła się interpretacja utworu („Granica”) oraz utwór zainspirowany przez „Come on up to the house” Toma Waitsa, pod tytułem „Kładź się na glebę i leż”. W ciągu prac zespołu nad płytą, utwór ten bardzo odbiegł od oryginału, tak że jego autorstwo zostało przypisane Sienkiewiczowi, chociaż ten otwarcie mówił o swojej inspiracji: Inspiracja Waitsem była początkowo zauważalna, ale potem się zupełnie zatarła. Nagrania realizowano przez rok w studiu Sonus, natomiast mastering wykonał Grzegorz Piwkowski.

## Lista utworów
1. „Chodzę i tańczę” (K. Sienkiewicz)
2. „Całe życie mieszkam w klicie” (A. Korecki)
3. „Kładź się na glebę i leż” (K. Sienkiewicz)
4. „Ostatni raz” (P. Łojek)
5. „Ludzie są dobrzy” (K. Sienkiewicz)
6. „Kolorowa woda” (K. Sienkiewicz)
7. „Nic mnie nie rusza” (J. Wąsowski / K. Sienkiewicz)
8. „Kto ma klucze” (K. Sienkiewicz / P. Łojek)
9. „Sztos 2” (K. Sienkiewicz)
10. „Stoją chłopcy” (A. Korecki)
11. „Granica” (trad.)
12. „Gorzej” (P. Łojek)
13. „Wyjątkowy dom” (K. Sienkiewicz)

## Wykonawcy
- Kuba Sienkiewicz – gitara elektryczna, śpiew
- Piotr Łojek – instrumenty klawiszowe, chórki
- Tomasz Grochowalski – gitara basowa, instrumenty perkusyjne, chórki
- Aleksander Korecki – saksofony, flet, klarnet basowy, chórki
- Leon Paduch – perkusja, instrumenty perkusyjne
- Jacek Wąsowski – gitara prowadząca

oraz gościnnie:
- Izabela Ziółek – głos (2, 4, 7)